# Kolovarice
Kolovarice är en ort i Bosnien och Hercegovina.   Den ligger i entiteten Federationen Bosnien och Hercegovina, i den sydöstra delen av landet, 50 km sydost om huvudstaden Sarajevo. Kolovarice ligger 403 meter över havet och antalet invånare är 195.
Terrängen runt Kolovarice är huvudsakligen kuperad. Kolovarice ligger nere i en dal. Närmaste större samhälle är Goražde, 7,9 km nordost om Kolovarice. 
I omgivningarna runt Kolovarice växer i huvudsak lövfällande lövskog. Runt Kolovarice är det ganska tätbefolkat, med 67 invånare per kvadratkilometer.